# Землетрясение в Коста-Рике (2012)
Землетрясение в Коста-Рике 2012 года — сильное землетрясение на территории Коста-Рики магнитудой 7,6, произошедшее 5 сентября в 8 часов 42 минуты по местному времени в 11 км к юго-востоку от Никойя. Гипоцентр залегал на глубине 40,8 км. Землетрясение стало крупнейшим из произошедших в Коста-Рике в 2012 году.

## Инфраструктура
- 207 человек были временно размещены в пяти приютах;
- 190 домов были повреждены в Гуанакасте, 40 — в Алахуэла, и 10 — в Пунтаренас;
- 2 дороги были надолго заблокированы: Сарсеро — Сан-Карлос и Ла Колониа — Пуэрто-Вьехо. Правительство использовало взрывчатые вещества для перемещения горной породы с первой дороги, а на второй дороге был проложен новый мост через реку, так как старый из стали рухнул;
- 5 мостов были повреждены в Гуанакасте (у 3-х был поврежден фундамент, ещё у 2-х были меньшие повреждения);
- 90 % коммунальных услуг были восстановлены через 2 дня;
- 6 акведуков больше не работают (3 в Гуанакасте и 3 в Пунтаренасе);
- 9 школ были повреждены в Гуанакасте (6 — в Санта-Крус и 3 — в Каррильо);
- ЦЦСC-больница в секторе Сан Рамон получила структурные повреждения;
- Монсеньор Санабриа больница в Пунтаренасе была эвакуирована из-за структурных повреждений(пациенты были переведены в другие места)

## Жертвы и пострадавшие
Двое человек скончались в результате сердечных приступов, 20 — были ранены.

## Последствия
В районах, близких к эпицентру, не было сотовой связи и электроэнергии. В Нандаюре упала колокольня, в Никойя — 377-летний Колониальный Храм серьёзно пострадал, а на улицах появились трещины.

## Официальная реакция
Президент Коста-Рики Лаура Чинчилья Миранда встретилась с Национальным советом по чрезвычайным ситуациям и Международным Комитетом Красного Креста. Позже на пресс-конференции она подтвердила, что несколько зданий были повреждены в столице Коста-Рики и призвала жителей западного побережья сохранять спокойствие. А, Национальным советом по чрезвычайным ситуациям был объявлен красный уровень тревоги по всей стране.